# Anniviers
Anniviers is een gemeente en plaats in het Zwitserse kanton Wallis, en maakt deel uit van het district Sierre.
Anniviers telt 2.644 inwoners.

## Geschiedenis
De gemeente is op 1 januari 2009 ontstaan door de fusie van alle toenmalige zelfstandige gemeenten in het Val d'Anniviers. Deze gemeenten waren Ayer, Chandolin, Zinal, Grimentz, Saint-Jean, Saint-Luc en Vissoie